# كونفير
كونفير (بالإنجليزية: Convair)‏ كانت شركة أمريكية لصناعة الطائرات، والتي تحولت لاحقا إلى شركة لصناعة الصواريخ والمركبات الفضائية، الشركة ظهرت نتيجة اندماج شركتي كونسوليديتد للطائرات وفولتي للطائرات في عام 1943 ، قامت كونفير بإنتاج عدة طائرات حربية منها كونفير بي-36 وإف-102 دلتا ديغر وإف-106 دلتا ديرت ، كما أنها أنتجت أول صاروخ من نوع أطلس ،
.